# Organofosfat

Estructura química general d'un organofosfat

Un organofosfat o organofosforat és el nom general per un èster de l'àcid fosfòric. Els plaguicides organofosforats més comuns són paration, malation, methil parathion, clorpirifos, diazinon, diclorvos, fosmet, fenitrotion tetraclorvinfos i azinphos metil. Molts dels productes bioquímics són organofosfats incloent l'ADN i l'ARN com també molts cofactors bioquímics que són essencials per a la vida. Els organofosfats són la base de molts insecticides i del gas nerviós. L'Environmental Protection Agency n'assenyala molts com a molt tòxics per les abelles, la vida silvestre i els humans. Estudis recents suggereixen una possible relació amb efectes adversos en el desenvolupament del comportament nerviós de fetus i infants, fins i tot amb nivells molt baixos d'exposició. Els organofosfats es fan servir molt com solvents, plastificants i additius.
Aquests grups orgànics s'enllacen fàcilment i per això es fan servir en aplicacions naturals i sintètiques. Els organofosfats de síntesi estan conformats per un àtom de fòsfor unit a 4 àtoms d'oxigen o en algunes substàncies a 3 d'oxigen i un de sofre.
Una de les unions fòsfor-oxigen és força feble i el fòsfor alliberat d'aquest grup que queda lliure s'associa a l'acetilcolinesterasa. L'acetilcolinesterasa s'encarrega de degradar l'acetilcolina (ACh) del medi. Essent un àcid tripròtic, l'àcid fosfòric forma trièsters mentre que l'àcid carboxílic només forma monoèsters. L'esterificació ajunta els grups orgànics al fòsfor a través de l'oxigen. Els precursors d'aquests èsters són alcohols. :OP(OH)₃ + ROH → OP(OH)₂(OR) + H₂O
OP(OH)₂(OR) + R'OH → OP(OH)(OR)(OR') + H₂O
OP(OH)(OR)(OR') + R"OH → OP(OR)(OR')(OR") + H₂O
Els polifosfats també formen èsters; un exemple important d'un èster de polifosfat és el trifosfat d'adenosina, el qual és un monoèster de l'àcid trifosfòric (H₅P₃O10).
Els alcohols es poden desenganxar dels èsters de fosfat per hidròlisi, la qual és la inversa de les reaccions assenyalades a dalt. Per aquesta raó els èsters de fosfat són portadors comuns de grups orgànics en la biosíntesi.

## Plaguicides organofosforats
La paraula organofosforats normalment es refereix a un grup d'insecticides o d'agents nervioso que actuen sobre l'enzim acetilcolinesterasa (els plaguicides del grup carbamats també actua sobre aquest enzim però amb un mecanisme diferent). També molts compostos derivats de l'àcid fosfòric es fan servir com organofosfats neurotòxics.
Els plaguicides oraganofosforats (com també el sarín i l'agent nerviós VX) inactiven irreversiblement l'acetilcolinesterasa que és essencial en la funció nerviosa dels insectes, els humans i altres animals. Els pesticides organofosfatats afecten aquest enzim de diverses maneres i per això tenen un gran potencial en enverinar. Per exemple, el Parathion, un dels primers insecticides a ser comercialitzat, és moltes vegades més potent que el malathion, un insecticida per combatre la mosca del Mediterrani i els mosquits que transmeten el virus de l'Oest del Nil (West Nile Virus).
Els plaguicides organofosforats es degraden ràpidament per hidròlisi i l'exposició a la llum solar, l'aire i el sòl, encara que se'n detecten poques quantitats en l'aigua potable. La seva capacitat de degradació els fa una alternativa als plaguicides organoclorats (com el DDT) que són molt persistents. Fins i tot a dosis relativament baixes, els organofosfats poden ser molt perillosos pel desenvolupament del cervell en el fetus i els infants. L'Environmental Protection Agency en va prohibir molts per a ús domèstic l'any 2001, però encara es fan servir molt per ruixar fruits i hortalisses. Es poden absorbir a través dels pulmons o la pell o per ingerir-los amb els aliments.